# Gran Premio de los Países Bajos de Motociclismo de 1978
El Gran Premio de los Países Bajos de Motociclismo de 1978 fue la sexta prueba de la temporada 1978 del Campeonato Mundial de Motociclismo. El Gran Premio se disputó el 24 de junio de 1978 en el Circuito de Assen.

## Resultados 500cc
En la categoría reina, emocionante duelo entre Barry Sheene, Kenny Roberts y Johnny Cecotto. Al final, la victoria cayó del lado del venezolano con tan solo una décima de ventaja sobre Roberts. En la clasificación general, el estadounidense mantienen 12 puntos de ventaja sobre Sheene.
| Pos.     | Piloto             | Equipo | Tiempo    | Pts. |
| -------- | ------------------ | ------ | --------- | ---- |
| 1        | Johnny Cecotto     | Yamaha | 48' 17" 1 | 15   |
| 2        | Kenny Roberts      | Yamaha | +0" 1     | 12   |
| 3        | Barry Sheene       | Suzuki | +3" 1     | 10   |
| 4        | Takazumi Katayama  | Yamaha | +13" 2    | 8    |
| 5        | Wil Hartog         | Suzuki | +36" 1    | 6    |
| 6        | Michel Rougerie    | Suzuki | +43" 4    | 5    |
| 7        | John Newbold       | Suzuki | +43" 6    | 4    |
| 8        | Boet van Dulmen    | Suzuki | +45" 2    | 3    |
| 9        | Steve Baker        | Suzuki |           | 2    |
| 10       | Steve Parrish      | Suzuki |           | 1    |
| 11       | Philippe Coulon    | Suzuki |           |      |
| 12       | Teuvo Länsivuori   | Suzuki |           |      |
| 13       | Gianfranco Bonera  | Suzuki |           |      |
| 14       | Alex George        | Suzuki |           |      |
| 15       | Jack Middelburg    | Suzuki |           |      |
| 16       | Graziano Rossi     | Suzuki |           |      |
| 17       | John Woodley       | Suzuki |           |      |
| 18       | Max Wiener         | Suzuki | +1 Vuelta |      |
| 19       | Dick Alblas        | Suzuki | +1 Vuelta |      |
| 20       | Gerhard Vogt       | Suzuki | +1 Vuelta |      |
| 21       | Franz Rau          | Suzuki | +1 Vuelta |      |
| 22       | Cor Scheepens      | Suzuki | +1 Vuelta |      |
| Ret      | Marco Lucchinelli  | Suzuki | Ret       |      |
| Ret      | Bruno Kneubühler   | Suzuki | Ret       |      |
| Ret      | Piet van der Wal   | Yamaha | Ret       |      |
| Ret      | Leslie van Breda   | Suzuki | Ret       |      |
| Ret      | Gianni Rolando     | Suzuki | Ret       |      |
| Ret      | Jack Findlay       | Suzuki | Ret       |      |
| Ret      | John Williams      | Suzuki | Ret       |      |
| DNS      | Virginio Ferrari   | Suzuki | DNS       |      |
| DNS      | Dave Potter        | Suzuki | DNS       |      |
| DNQ      | Bosse Granath      | Suzuki | DNQ       |      |
| DNQ      | Børge Nielsen      | Suzuki | DNQ       |      |
| DNQ      | Hans Braumandl     | Suzuki | DNQ       |      |
| DNQ      | Jean-Claude Hogrel | BUT    | DNQ       |      |
| Sources: |                    |        |           |      |

## Resultados 350cc
En 350cc, el líder del Mundial Kork Ballington no tuvo excesivas dificultades para conseguir la victoria. El italiano Gianfranco Bonera se interpuso en el dúo sudafricano de Jon Ekerold, que fue tercero. En la general, Ballington casi doble en puntuación al segundo clasificado, el japonés Takazumi Katayama, que se tuvo que retirar en este Gran Premio.
| Pos. | Piloto               | Moto            | Tiempo     | Pts. |
| ---- | -------------------- | --------------- | ---------- | ---- |
| 1    | Kork Ballington      | Kawasaki        | 54' 32" 9  | 15   |
| 2    | Gianfranco Bonera    | Yamaha          | +11" 6     | 12   |
| 3    | Jon Ekerold          | Yamaha          | +23" 6     | 10   |
| 4    | Pentti Korhonen      | Yamaha          | +29" 3     | 8    |
| 5    | Christian Sarron     | Yamaha          | +49" 2     | 6    |
| 6    | Tom Herron           | Yamaha          | +56" 4     | 5    |
| 7    | Mick Grant           | Kawasaki        |            | 4    |
| 8    | Gregg Hansford       | Kawasaki        |            | 3    |
| 9    | Piet van der Wal     | Yamaha          |            | 2    |
| 10   | Franco Uncini        | Yamaha          |            | 1    |
| 11   | Vic Soussan          | Yamaha          |            |      |
| 12   | Eero Hyvärinen       | Yamaha          |            |      |
| 13   | Jack Middelburg      | Yamaha          |            |      |
| 14   | Bert Struyk          | Yamaha          |            |      |
| 15   | Víctor Palomo        | Yamaha          | +1 Vuelta  |      |
| 16   | Willem-Jan Nooteboom | Yamaha          | +2 Vueltas |      |
| Ret  | Paolo Pileri         | Morbidelli      | Ret        |      |
| Ret  | Takazumi Katayama    | Yamaha          | Ret        |      |
| Ret  | Michel Rougerie      | Yamaha          | Ret        |      |
| Ret  | Olivier Chevallier   | Yamaha          | Ret        |      |
| Ret  | Patrick Fernandez    | Yamaha          | Ret        |      |
| Ret  | Patrick Pons         | Yamaha          | Ret        |      |
| Ret  | John Dodds           | Yamaha          | Ret        |      |
| Ret  | Chas Mortimer        | Yamaha          | Ret        |      |
| Ret  | Anton Mang           | Kawasaki        | Ret        |      |
| Ret  | Mario Lega           | Morbidelli      | Ret        |      |
| Ret  | Walter Villa         | Harley-Davidson | Ret        |      |
| Ret  | Alex George          | Yamaha          | Ret        |      |
| Ret  | Bruno Kneubühler     | Yamaha          | Ret        |      |
| Ret  | Albert Siegers       | Yamaha          | Ret        |      |
| DNQ  | Pekka Nurmi          | Yamaha          | DNQ        |      |
| DNQ  | John Newbold         | Yamaha          | DNQ        |      |
| DNQ  | Ron Kirkham          | Yamaha          | DNQ        |      |
| DNQ  | Franz Rau            | Yamaha          | DNQ        |      |
| DNQ  | Lars Johansson       | Yamaha          | DNQ        |      |
| DNQ  | Børge Nielsen        | Yamaha          | DNQ        |      |

## Resultados 250cc
En el cuarto de litro, la pugna se estableció entre el estadounidense Kenny Roberts, Kirk Ballington y el australiano Gregg Hansford. Al final, el triunfo cayó del lado del sudafricano, mientras Hansford perdía eficacia por resentirse el cambio de marchas de su máquina.
| Pos. | Piloto              | Moto            | Tiempo    | Pts. |
| ---- | ------------------- | --------------- | --------- | ---- |
| 1    | Kenny Roberts       | Yamaha          | 49' 30" 4 | 15   |
| 2    | Kork Ballington     | Kawasaki        | +9" 1     | 12   |
| 3    | Gregg Hansford      | Kawasaki        | +37" 7    | 10   |
| 4    | Franco Uncini       | Yamaha          | +42" 8    | 8    |
| 5    | Paolo Pileri        | Morbidelli      | +1' 12" 7 | 6    |
| 6    | Pentti Korhonen     | Yamaha          | +1' 22" 1 | 5    |
| 7    | Vic Soussan         | Yamaha          | +1' 33" 9 | 4    |
| 8    | Patrick Fernandez   | Yamaha          | +1' 34" 2 | 3    |
| 9    | Pekka Nurmi         | Yamaha          |           | 2    |
| 10   | Mario Lega          | Morbidelli      |           | 1    |
| 11   | Eero Hyvärinen      | Yamaha          |           |      |
| 12   | Bert Struyk         | Yamaha          |           |      |
| 13   | Chas Mortimer       | Maxton-Yamaha   |           |      |
| 14   | Jean-François Baldé | Kawasaki        |           |      |
| 15   | Leif Gustafsson     | Yamaha          |           |      |
| 16   | Olivier Chevallier  | Yamaha          |           |      |
| 17   | Richard Hubin       | Yamaha          |           |      |
| 18   | Mar Schouten        | Yamaha          | +1 Vuelta |      |
| 19   | Rinus van Kasteren  | Yamaha          | +1 Vuelta |      |
| 20   | Kenny Blake         | Yamaha          | +1 Vuelta |      |
| Ret  | Mick Grant          | Kawasaki        | Ret       |      |
| Ret  | Christian Estrosi   | Yamaha          | Ret       |      |
| Ret  | Walter Villa        | Harley-Davidson | Ret       |      |
| Ret  | Harald Bartol       | HBI             | Ret       |      |
| Ret  | Harald Merkl        | Yamaha          | Ret       |      |
| Ret  | John Dodds          | Yamaha          | Ret       |      |
| Ret  | Anton Mang          | Kawasaki        | Ret       |      |
| Ret  | Kees van der Kruijs | Yamaha          | Ret       |      |
| Ret  | Jon Ekerold         | Yamaha          | Ret       |      |
| Ret  | Tom Herron          | Yamaha          | Ret       |      |
| DNQ  | Edi Stöllinger      | Yamaha          | DNQ       |      |
| DNQ  | Louis Weterings     | Yamaha          | DNQ       |      |
| DNQ  | Josef Hage          | Japol           | DNQ       |      |
| DNQ  | Sadao Asami         | Yamaha          | DNQ       |      |
| DNQ  | Eddie Roberts       | Jawa            | DNQ       |      |
| DNQ  | Etienne Geeraerd    | Yamaha          | DNQ       |      |

## Resultados 125cc
En el octavo de litro, nueva victoria de Eugenio Lazzarini. En esta oportunidad, más difícil puesto que durante el primer tercio de carrera anduvo delante el actual campeón del mundo, Pier Paolo Bianchi, hasta que se vio obligado al abandono por problemas técnicos en su Minarelli.
| Pos. | Piloto                 | Moto       | Tiempo    | Pts. |
| ---- | ---------------------- | ---------- | --------- | ---- |
| 1    | Eugenio Lazzarini      | MBA        | 46' 56" 7 | 15   |
| 2    | Maurizio Massimiani    | Morbidelli | +32" 1    | 12   |
| 3    | Harald Bartol          | Morbidelli | +1' 02" 2 | 10   |
| 4    | Patrick Plisson        | Morbidelli | +1' 27" 7 | 8    |
| 5    | Jean-Louis Guignabodet | Morbidelli | +1' 38" 3 | 6    |
| 6    | Per-Edvard Carlsson    | Morbidelli | +1' 40" 7 | 5    |
| 7    | Cees van Dongen        | Morbidelli | +1' 43" 0 | 4    |
| 8    | Matti Kinnunen         | Morbidelli |           | 3    |
| 9    | Henk van Kessel        | AGV-Condor |           | 2    |
| 10   | Bennie Wilbers         | Morbidelli |           | 1    |
| 11   | Theo Timmer            | Morbidelli |           |      |
| 12   | Walter Koschine        | Bender     |           |      |
| 13   | Theo van Geffen        | Morbidelli |           |      |
| 14   | Clive Horton           | Morbidelli |           |      |
| 15   | Peter van Niel         | Morbidelli | +1 Vuelta |      |
| 16   | Jan Ubels              | Buton      | +1 Vuelta |      |
| Ret  | Ángel Nieto            | Bultaco    | Ret       |      |
| Ret  | Johann Parzer          | Morbidelli | Ret       |      |
| Ret  | Marc-Anton Constantin  | Morbidelli | Ret       |      |
| Ret  | Juup Bosman            | Morbidelli | Ret       |      |
| Ret  | Karl Fuchs             | Morbidelli | Ret       |      |
| Ret  | Hans Müller            | Morbidelli | Ret       |      |
| Ret  | Rolf Blatter           | Morbidelli | Ret       |      |
| Ret  | Mar Schouten           | Morbidelli | Ret       |      |
| Ret  | Pierluigi Conforti     | MBA        | Ret       |      |
| Ret  | Yves Dupont            | Morbidelli | Ret       |      |
| Ret  | Jan Huberts            | Morbidelli | Ret       |      |
| Ret  | Julien van Zeebroeck   | Morbidelli | Ret       |      |
| Ret  | Thierry Espié          | Motobécane | Ret       |      |
| DNQ  | Felice Agostini        | Morbidelli | DNQ       |      |
| DNQ  | Ernst Fagerer          | Morbidelli | DNQ       |      |
| DNQ  | Hans-Jürgen Hummel     | Morbidelli | DNQ       |      |
| DNQ  | Benga Johansson        | Morbidelli | DNQ       |      |
| DNQ  | Bernd Schneider        | Bender     | DNQ       |      |

## Resultados 50cc
El esperado duelo entre Lazzarini y Ricardo Tormo no tuvo lugar puesto que el italiano mandó siempre en cabeza, a lo largo de las nueve vueltas de que constaba esta categoría. Al final, su ventaja sobre Tormo era de 24 segundos mientras el francés Patrick Plisson ponía en serias dificultades al español puesto que en apenas en 8-10 segundos los separarían en la línea de llegada.
| Pos. | Piloto               | Moto       | Tiempo    | Pts. |
| ---- | -------------------- | ---------- | --------- | ---- |
| 1    | Eugenio Lazzarini    | Kreidler   | 32' 32" 2 | 15   |
| 2    | Ricardo Tormo        | Bultaco    | +24" 6    | 12   |
| 3    | Patrick Plisson      | ABF        | +1' 25" 4 | 10   |
| 4    | Peter Looijesteijn   | Kreidler   | +1' 33" 3 | 8    |
| 5    | Wolfgang Müller      | Kreidler   | +1' 57" 7 | 6    |
| 6    | Ingo Emmerich        | Kreidler   | +2' 09" 4 | 5    |
| 7    | Gerrit Strikker      | Kreidler   |           | 4    |
| 8    | Rolf Blatter         | Kreidler   |           | 3    |
| 9    | Cees van Dongen      | Kreidler   |           | 2    |
| 10   | Jacky Hutteau        | Kreidler   |           | 1    |
| 11   | Jan Welvaarts        | Kreidler   |           |      |
| 12   | Hagen Klein          | Kreidler   |           |      |
| 13   | Chris Baert          | Kreidler   |           |      |
| 14   | Daniel Corvi         | Kreidler   |           |      |
| 15   | Claudio Lusuardi     | Bultaco    |           |      |
| 16   | Henk van Kessel      | Sparta     |           |      |
| 17   | George Looijesteijn  | Kreidler   |           |      |
| 18   | Reiner Scheidhauer   | Kreidler   | +1 Vuelta |      |
| Ret  | Julien van Zeebroeck | Kreidler   | Ret       |      |
| Ret  | Ton Kooyman          | Hemeyla    | Ret       |      |
| Ret  | Adri de Korte        | Kreidler   | Ret       |      |
| Ret  | Aldo Pero            | Kreidler   | Ret       |      |
| Ret  | Hans-Jürgen Hummel   | Kreidler   | Ret       |      |
| Ret  | Charles Dumont       | Kreidler   | Ret       |      |
| Ret  | Lennart Lundgren     | Kreidler   | Ret       |      |
| Ret  | Günter Schirnhofer   | Kreidler   | Ret       |      |
| Ret  | Yves Le Toumelin     | Kreidler   | Ret       |      |
| Ret  | Theo Timmer          | Kreidler   | Ret       |      |
| Ret  | Theo van Geffen      | Morbidelli | Ret       |      |
| DNQ  | Joaquín Galí         | Bultaco    | DNQ       |      |